# Voleibol sentado nos Jogos Parapan-Americanos de 2019 - Masculino
O torneio masculino de voleibol nos Jogos Parapan-Americanos de 2019 foi realizado entre os dias 23 e 28 de agosto no centro de esportes da Villa Deportiva del Callao. As partidas foram realizadas no Coliseo Miguel Grau, com capacidade para 5000 pessoas e localizado na cidade portuária de Callao, que faz parte da região metropolitana de Lima. Seis equipes participaram do evento.

## Medalhistas
Os jogadores medalhistas da edição foram:
|  | BRA Brasil |  | USA Estados Unidos |  | CAN Canadá |
|  | Gilberto Lourenço Leandro da Silva Daniel da Silva Fabrício da Silva Daniel Yoshizawa Wellington Platini Renato de Oliveira Wescley Conceição Diogo Rebouças Samuel Henrique Anderson Rodrigues Leandro da Silva |  | Daniel Regan Nicholas Dadgostar Eric Duda Stephen Bracken James Stuck Roderick Green Patrick Young Charles Swearingen John Kremer Chris Seilkop Zachary Upp Dee Marinko |  | Jesse Ward Mikael Bartholdy Austin Hinchey Bryce Foster Douglas Learoyd Brad Hunter Christopher Bird Jamoi Anderson Dariusz Symonowicz Matteo Lisoway Jesse Buckingham |

## Formato
As seis equipes se enfrentaram na fase de grupo, totalizando 5 jogos para cada time. Formou-se uma classificação de acordo com o desempenho de cada uma das equipes. Os quatro países mais bem classificados avançaram para as semifinais. As seleções que terminaram em quinto e sexto lugares disputaram o 5º lugar. Na semifinal, a equipe primeira colocada na fase de grupo enfrentou a quarta colocada e a segunda enfrentou a terceira. As equipes vencedoras dessa fase disputaram a medalha de ouro e as perdedoras a medalha de bronze.

## Fase de grupo
|  | Equipes classificadas às semifinais         |
|  | Equipes classificadas à disputa de 5º lugar |

Todas as partidas seguem o fuso horário local (UTC-5).
Grupo
|     |                    |     | Jogos | Jogos | Jogos | Pontos | Pontos | Pontos | Sets | Sets | Sets  |
| Pos | Equipe             | Pts | T     | V     | D     | V      | P      | R      | V    | P    | R     |
| --- | ------------------ | --- | ----- | ----- | ----- | ------ | ------ | ------ | ---- | ---- | ----- |
| 1   | BRA Brasil         | 15  | 5     | 5     | 0     | 415    | 257    | 1.615  | 15   | 2    | 7.500 |
| 2   | USA Estados Unidos | 12  | 5     | 4     | 1     | 384    | 272    | 1.412  | 13   | 3    | 4.333 |
| 3   | CAN Canadá         | 8   | 5     | 3     | 2     | 423    | 350    | 1.209  | 10   | 8    | 1.250 |
| 4   | COL Colômbia       | 7   | 5     | 2     | 3     | 345    | 347    | 0.994  | 8    | 9    | 0.889 |
| 5   | CRC Costa Rica     | 3   | 5     | 1     | 4     | 224    | 354    | 0.633  | 3    | 12   | 0.250 |
| 6   | PER Peru           | 0   | 5     | 0     | 5     | 174    | 375    | 0.464  | 0    | 15   | 0,000 |

| 23 de agosto 08:00 Relatório | CRC Costa Rica | 0–3               | COL Colômbia | Centro de esportes VRDC, Lima Público: 200 Árbitro(s): CAN Neal Konowalyk CRO Dominik Raca |
| 23 de agosto 08:00 Relatório | 12 20 14       | Set 1 Set 2 Set 3 | 25           | Centro de esportes VRDC, Lima Público: 200 Árbitro(s): CAN Neal Konowalyk CRO Dominik Raca |

| 23 de agosto 10:00 Relatório | PER Peru | 0–3               | BRA Brasil | Centro de esportes VRDC, Lima Público: 600 Árbitro(s): GRE Dimosthenis Kostopoulos USA Christina Fiebich |
| 23 de agosto 10:00 Relatório | 2 7 5    | Set 1 Set 2 Set 3 | 25         | Centro de esportes VRDC, Lima Público: 600 Árbitro(s): GRE Dimosthenis Kostopoulos USA Christina Fiebich |

| 24 de agosto 08:00 Relatório | COL Colômbia  | 2–3                           | CAN Canadá     | Centro de esportes VRDC, Lima Público: 221 Árbitro(s): BRA Flávio Azevedo USA Gigi Prieto |
| 24 de agosto 08:00 Relatório | 25 15 25 20 6 | Set 1 Set 2 Set 3 Set 4 Set 5 | 23 25 23 25 15 | Centro de esportes VRDC, Lima Público: 221 Árbitro(s): BRA Flávio Azevedo USA Gigi Prieto |

| 24 de agosto 10:00 Relatório | PER Peru | 0–3               | USA Estados Unidos | Centro de esportes VRDC, Lima Público: 500 Árbitro(s): COL Carlos Ortiz CAN Marie-Claude Richer |
| 24 de agosto 10:00 Relatório | 4 16     | Set 1 Set 2 Set 3 | 25                 | Centro de esportes VRDC, Lima Público: 500 Árbitro(s): COL Carlos Ortiz CAN Marie-Claude Richer |

| 24 de agosto 12:00 Relatório | BRA Brasil | 3–0               | CRC Costa Rica | Centro de esportes VRDC, Lima Público: 200 Árbitro(s): USA Gigi Prieto USA Timothy Harlow |
| 24 de agosto 12:00 Relatório | 25         | Set 1 Set 2 Set 3 | 7 9 11         | Centro de esportes VRDC, Lima Público: 200 Árbitro(s): USA Gigi Prieto USA Timothy Harlow |

| 24 de agosto 15:00 Relatório | CAN Canadá | 3–0               | PER Peru | Centro de esportes VRDC, Lima Público: 1.500 Árbitro(s): BRA Andre Ferreira BRA Débora Santos |
| 24 de agosto 15:00 Relatório | 25         | Set 1 Set 2 Set 3 | 16 8 18  | Centro de esportes VRDC, Lima Público: 1.500 Árbitro(s): BRA Andre Ferreira BRA Débora Santos |

| 24 de agosto 21:00 Relatório | BRA Brasil | 3–1                     | USA Estados Unidos | Centro de esportes VRDC, Lima Público: 150 Árbitro(s): CRO Dominik Raca CAN Neal Konowalik |
| 24 de agosto 21:00 Relatório | 14 25      | Set 1 Set 2 Set 3 Set 4 | 25 17 20           | Centro de esportes VRDC, Lima Público: 150 Árbitro(s): CRO Dominik Raca CAN Neal Konowalik |

| 25 de agosto 09:00 Relatório | CRC Costa Rica | 0–3               | CAN Canadá | Centro de esportes VRDC, Lima Público: 250 Árbitro(s): USA Timothy Harlow BRA Flávio Azevedo |
| 25 de agosto 09:00 Relatório | 10 16 13       | Set 1 Set 2 Set 3 | 25         | Centro de esportes VRDC, Lima Público: 250 Árbitro(s): USA Timothy Harlow BRA Flávio Azevedo |

| 25 de agosto 11:00 Relatório | USA Estados Unidos | 3–0               | COL Colômbia | Centro de esportes VRDC, Lima Público: 200 Árbitro(s): CAN Marie-Claude Richer BRA André Calado |
| 25 de agosto 11:00 Relatório | 25                 | Set 1 Set 2 Set 3 | 19 18        | Centro de esportes VRDC, Lima Público: 200 Árbitro(s): CAN Marie-Claude Richer BRA André Calado |

| 25 de agosto 19:00 Relatório | CRC Costa Rica | 0–3               | USA Estados Unidos | Centro de esportes VRDC, Lima Público: 200 Árbitro(s): BRA Débora Santos COL Carlos Ortiz |
| 25 de agosto 19:00 Relatório | 13 9 15        | Set 1 Set 2 Set 3 | 25                 | Centro de esportes VRDC, Lima Público: 200 Árbitro(s): BRA Débora Santos COL Carlos Ortiz |

| 25 de agosto 21:00 Relatório | BRA Brasil | 3–1                     | CAN Canadá  | Centro de esportes VRDC, Lima Público: 200 Árbitro(s): USA Christina Fiebich USA Timothy Harlow |
| 25 de agosto 21:00 Relatório | 25 26 25   | Set 1 Set 2 Set 3 Set 4 | 27 24 23 11 | Centro de esportes VRDC, Lima Público: 200 Árbitro(s): USA Christina Fiebich USA Timothy Harlow |

| 26 de agosto 09:00 Relatório | COL Colômbia | 3–0               | PER Peru | Centro de esportes VRDC, Lima Público: 100 Árbitro(s): CRO Dominik Raca USA Gigi Prieto |
| 26 de agosto 09:00 Relatório | 25           | Set 1 Set 2 Set 3 | 14 8 18  | Centro de esportes VRDC, Lima Público: 100 Árbitro(s): CRO Dominik Raca USA Gigi Prieto |

| 26 de agosto 17:00 Relatório | USA Estados Unidos | 3–0               | CAN Canadá | Centro de esportes VRDC, Lima Público: 200 Árbitro(s): BRA Flávio Azevedo BRA Débora Santos |
| 26 de agosto 17:00 Relatório | 25 27              | Set 1 Set 2 Set 3 | 22 20 25   | Centro de esportes VRDC, Lima Público: 200 Árbitro(s): BRA Flávio Azevedo BRA Débora Santos |

| 26 de agosto 19:00 Relatório | CRC Costa Rica | 3–0               | PER Peru | Centro de esportes VRDC, Lima Público: 450 Árbitro(s): COL Carlos Ortiz USA |
| 26 de agosto 19:00 Relatório | 25             | Set 1 Set 2 Set 3 | 11 22 21 | Centro de esportes VRDC, Lima Público: 450 Árbitro(s): COL Carlos Ortiz USA |

| 26 de agosto 21:00 Relatório | BRA Brasil | 3–0               | COL Colômbia | Centro de esportes VRDC, Lima Público: 175 Árbitro(s): USA Timothy Harlow CAN Neal Konowalyk |
| 26 de agosto 21:00 Relatório | 25         | Set 1 Set 2 Set 3 | 18 19 12     | Centro de esportes VRDC, Lima Público: 175 Árbitro(s): USA Timothy Harlow CAN Neal Konowalyk |

## Decisão do 5º lugar
| 27 de agosto 09:00 Relatório | CRC Costa Rica | 3–0               | PER Peru | Centro de esportes VRDC, Lima Público: 500 Árbitro(s): USA Timothy Harlow COL Carlos Ortiz |
| 27 de agosto 09:00 Relatório | 30 25          | Set 1 Set 2 Set 3 | 28 20 11 | Centro de esportes VRDC, Lima Público: 500 Árbitro(s): USA Timothy Harlow COL Carlos Ortiz |

## Fase Final
|  | Semifinais           | Semifinais           |   |                      | Medalha de ouro      | Medalha de ouro |  |
|  |                      |                      |   |                      |                      |                 |  |
|  | 27 de agosto – 11:00 |                      |   |                      |                      |                 |  |
|  | USA Estados Unidos   | 3                    |   |                      |                      |                 |  |
|  | CAN Canadá           | 0                    |   |                      |                      |                 |  |
|  |                      |                      |   |                      |                      |                 |  |
|  |                      |                      |   |                      | 28 de agosto – 17:00 |                 |  |
|  |                      |                      |   |                      | USA Estados Unidos   | 0               |  |
|  |                      | BRA Brasil           | 3 |                      |                      |                 |  |
|  |                      |                      |   |                      |                      |                 |  |
|  |                      |                      |   |                      |                      |                 |  |
|  |                      |                      |   |                      | Medalha de bronze    |                 |  |
|  | 27 de agosto – 15:00 | 27 de agosto – 15:00 |   | 28 de agosto – 15:00 | 28 de agosto – 15:00 |                 |  |
|  | BRA Brasil           | 3                    |   | CAN Canadá           | 3                    |                 |  |
|  | COL Colômbia         | 0                    |   |                      | COL Colômbia         | 0               |  |

Semifinais
| 27 de agosto 11:00 Relatório | USA Estados Unidos | 3–0               | CAN Canadá | Centro de esportes VRDC, Lima Público: 300 Árbitro(s): BRA André Calado BRA Flávio Azevedo |
| 27 de agosto 11:00 Relatório | 25                 | Set 1 Set 2 Set 3 | 20 16 23   | Centro de esportes VRDC, Lima Público: 300 Árbitro(s): BRA André Calado BRA Flávio Azevedo |

| 27 de agosto 15:00 Relatório | BRA Brasil | 3–0               | COL Colômbia | Centro de esportes VRDC, Lima Público: - Árbitro(s): CAN Marie-Claude Richer USA Christina Fiebich |
| 27 de agosto 15:00 Relatório | 25         | Set 1 Set 2 Set 3 | 6 21 12      | Centro de esportes VRDC, Lima Público: - Árbitro(s): CAN Marie-Claude Richer USA Christina Fiebich |

3º Lugar
| 28 de agosto 15:00 Relatório | CAN Canadá | 3–0               | COL Colômbia | Centro de esportes VRDC, Lima Público: 750 Árbitro(s): BRA Flávio Azevedo BRA Débora Santos |
| 28 de agosto 15:00 Relatório | 25         | Set 1 Set 2 Set 3 | 19 21 17     | Centro de esportes VRDC, Lima Público: 750 Árbitro(s): BRA Flávio Azevedo BRA Débora Santos |

Final
| 28 de agosto 17:00 Relatório | USA Estados Unidos | 3–0               | BRA Brasil | Centro de esportes VRDC, Lima Público: 900 Árbitro(s): CAN Neal Konowalyk GRE Dimosthenis Kostopoulos |
| 28 de agosto 17:00 Relatório | 18 22 12           | Set 1 Set 2 Set 3 | 25         | Centro de esportes VRDC, Lima Público: 900 Árbitro(s): CAN Neal Konowalyk GRE Dimosthenis Kostopoulos |

## Classificação Final
| Pos.              | Equipe             | Campanha | Campanha |
| Pos.              | Equipe             | V        | D        |
| ----------------- | ------------------ | -------- | -------- |
| Medalha de ouro   | BRA Brasil         | 7        | 0        |
| Medalha de prata  | USA Estados Unidos | 5        | 2        |
| Medalha de bronze | CAN Canadá         | 4        | 3        |
| 4                 | COL Colômbia       | 2        | 5        |
| 5                 | CRC Costa Rica     | 2        | 4        |
| 6                 | PER Peru           | 0        | 6        |